# M/S Fennia
M/S Fennia var en bil- och passagerfärja som senare hette Casino Express, C Express, Onyx och Kaptain Boris. Byggd 1966 av Öresundsvarvet i Landskrona för Silja Line.

## 2000-talet
Från 2001 ägdes den av RG Line och trafikerade till och med 2005 sträckan Vasa–Umeå (Holmsund). Den 24 november 2004 gick fartyget på grund vid Hillskär, strax utanför hamnen i Holmsund. Den 10 juli 2007 såldes fartyget till Attar Construction Ltd, omdöpt till Casino Express. Därefter låg skeppet upplagt i Vasa till dess det, efter många förvecklingar, i november 2009  avgick mot Turkiet under namnet M/S Onyx. Det drabbades av maskinhaveri i Biscayabukten och gick in till Brest för reparation. I april 2010 kom det till Dubai och fick namnet Kaptain Boris. Den 8 maj 2010 strandades skeppet på Gadani Beach i Pakistan för att bli upphugget.